# バーンレート (カードゲーム)
バーンレート（Burn Rate）は、プレイヤーがインターネットサービス企業の経営者となって、自社の人件費を抑えながら他社の邪魔をして倒産に追い込むカードゲームである。日本では公式に販売されていないが、海外のサイトから購入が可能。タイトル「バーンレート」の意味は、「会社の資産を毎月の支出（収入を差し引く）で割り、どれくらいの期間で使い果たすか」。即ち、「会社が燃え尽き倒産するまでの猶予・寿命」を表す指標。

## コンポーネント

### 社員カード
- 黄色は営業部、赤は開発部、青は人事部、緑は財務部の社員であることを表している。
- スキルレベル（0～3）と給与額が書かれている。

VPカード
- 各部門に1人しか雇うことができない。必ず部門の主任を務める。
- 辞めさせる場合や他社から引き抜く場合はプレイカードが2枚必要になる。

契約社員カード
- エンジニアだけでは人手が足りない場合に適宜雇用する。
- エンジニアに比べて給与が高い。

### プレイカード
- 他社を妨害するオフェンシブカードと、自社に利益をもたらすオフェンシブカードがある。

ディフェンシブカード（上部が平ら）
- このカードを使う場合、プレイカードに書かれた黒い数字と、自社当該部門の主任のスキルレベルが一致していなければならない。

オフェンシブカード（上部が尖っている）
- このカードを使う場合、プレイカードに書かれた赤い数字と、対象となるライバルの会社の当該部門の主任のスキルレベルが一致していなければならない。

VPプレイカード（紫）
- このカードを使う場合、社内のVPの数によって使用の可否が決まる。

BAD IDEA（黄色）
- カードに書かれた"BAD IDEA ×"の後ろの数字がプロジェクトに必要なエンジニアの数を表す。
- RELEASEをプレイしてこのカードを取り除くまで開発部のエンジニアがこの仕事に取り組む。

| カラー | 種類           | カード名            | 備考                                 |
| ------ | -------------- | ------------------- | ------------------------------------ |
| 黄色   | オフェンシブ   | BAD IDEA            | ライバルの会社にプロジェクトが発生   |
| 赤     | ディフェンシブ | RELEASE             | 社内のBAD IDEAを終らせる             |
| 緑     | ディフェンシブ | FUNDING             | 会社の資産が増える                   |
| 青     | オフェンシブ   | POACH               | 他社の社員を引き抜く                 |
| 青     | オフェンシブ   | BAD HIRE            | 他社に社員を採用させる               |
| 青     | ディフェンシブ | HIRE                | 社員を採用する                       |
| 青     | ディフェンシブ | FIRE                | 社員を解雇する                       |
| 紫     | オフェンシブ   | CONFLICT OF OPINION | 他社のVP1人を辞めさせる              |
| 紫     | オフェンシブ   | OUT TO PASTURE      | 他社のVP1人を辞めさせる              |
| 紫     | オフェンシブ   | NEW BUSINESS PLAN   | 他社は自分のターンに倍の給与を支払う |
| 紫     | ディフェンシブ | LAYOFFS             | VP2人を残して、社員を解雇できる      |

## ルール

### セットアップ
- スタート時の持ち点（＝会社の資産）は100ポイント。（4人でプレイするときは80ポイント）
- プレイカードを各プレイヤーに6枚ずつ配る。
- 社員カードは部門別に分けてシャッフルし、一番上のカードだけ表向きにする。
- 各プレイヤーが社員を1人ずつ順番に採用する。社員が4人になるまで採用する。（全ての部門に1人ずつ採用する必要はない。）

### 社員の並べ方
- 全ての社員の給与が見えるように並べる。
- 部門別に並べ、スキルレベルが高い社員を一番上に並べる。一番上に並べられた社員がその部門の主任となる。
- 開発部のエンジニアは開発部とは離して並べる。

### ゲームの手順
プレイヤーは自分のターンが来たら以下の順番で行動する。
1. カードをプレイする
2. 契約社員を雇用・解雇する
3. 社員に給与を支払う（VP→2、契約社員→3、その他→1（いずれも1人当たり））
4. 手札が6枚になるまで補充する
5. 次のプレイヤーのターン

- カードは4枚までプレイ、もしくは交換（捨てる→引く）できる。プレイと交換両方を行うことはできない。
- 社内で発生した "BAD IDEA" に人手が足りなければ必ず契約社員を雇用する。開発部の社員で人手が足りている場合は適宜解雇できる。
- 社員に給料を支払って持ち点がマイナスになったら時点で倒産。そのプレイヤーは負けとなる。給料を支払って0ポイントの場合はセーフ。